# Disputa del Sacramento
La Disputa del Sacramento è un affresco (770x500 cm circa) di Raffaello Sanzio, databile al 1509 e situato nella Stanza della Segnatura, una delle quattro Stanze Vaticane.

## Storia
Dopo essersi insediato, papa Giulio II manifestò presto il desiderio di non utilizzare gli appartamenti del suo predecessore, Pio III, scegliendo quindi altre stanze al piano superiore. Chiamò a decorarle un gruppo eterogeneo di artisti, ai quali si aggiunse, negli ultimi mesi del 1508, Raffaello Sanzio. Colpito dalle prove del pittore urbinate, il papa decise di affidargli l'intera decorazione degli appartamenti, distruggendo tutto quello fatto in precedenza.

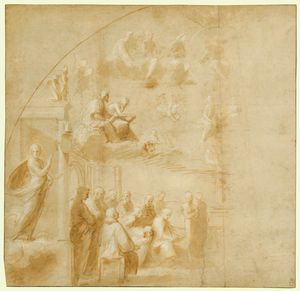
Studio per la Disputa del Sacramento, Windsor Castle, Royal Library

La Stanza della Segnatura, tra le future Stanze di Eliodoro e dell'Incendio di Borgo, fu la prima ad essere decorata, con un tema legato all'ordinamento ideale della cultura umanistica, divisa in teologia, filosofia, poesia e giurisprudenza, a ciascuna delle quali è dedicata una parete. Tale disposizione ha fatto pensare che la stanza fosse originariamente destinata a biblioteca e studiolo privato del pontefice, anche se non vi sono documenti in tale senso. Fin dal suo completamento vi si insediò infatti il Tribunale della "Segnatura Gratiae et Iustitiae", che le diede il nome.
La decorazione pittorica avviò dalla volta, per proseguire alla parete est, dove venne raffigurata la Disputa. Raffaello e i suoi aiuti vi attesero nel corso del 1509, forse avviandola già alla fine del 1508.
Non è chiaro quanto fu frutto della fantasia e della cultura dell'artista e quanto venne invece dettato dal papa e dai suoi teologi. Sicuramente Raffaello venne coadiuvato nella definizione del tema, ma è altresì risaputa la straordinaria fama che circondava l'artista, pienamente inseritosi nell'ambiente colto della curia romana da venire più volte esaltato dai letterati. Secondo alcuni studiosi l'ispirazione per quest'opera potrebbe provenire da un'orazione del dotto agostiniano Egidio da Viterbo, che era un umanista neoplatonico.
Straordinario e immediato fu il successo dell'opera nella corte pontificia. Scrisse Vasari: «non potrebbe pittore alcuno formar cosa più leggiadra, né di maggior perfezione. [...] Que' santi a sedere, che nel vero, oltra al parer vivi di colori, scortano di maniera e sfuggono che non altrimenti farebbono se fussino di rilievo.»
Durante il Sacco di Roma del 1527, i Lanzichenecchi penetrarono fin dentro i Palazzi Papali, e in segno di spregio verso il papa, lasciarono numerose scritte e graffiti vandalici: alcuni di questi sono ancora visibili, in controluce, nella parte inferiore della Disputa. Durante la Repubblica Romana instaurata dai giacobini e successivamente nel periodo napoleonico, i francesi elaborarono alcuni piani per staccare gli affreschi e renderli portabili. Infatti, venne espressero il desiderio di rimuovere gli affreschi di Raffaello dalle pareti delle Stanze Vaticane e inviarli in Francia, tra gli oggetti spediti al Musee Napoleon delle spoliazioni napoleoniche, ma questi non vennero mai realizzati a causa delle difficoltà tecniche e i tentativi falliti e disastrosi dei francesi presso la Chiesa di San Luigi dei Francesi a Roma.

### Studi
Della Disputa esiste un primo abbozzo, definito Disputa I da John Shearman, conservato al Castello di Windsor presso la Royal Library, la cui autografia è indiscussa. Si tratta di un acquerello con lumeggiature a biacca e qualche tratteggio a penna, e ritrae la metà sinistra dell'affresco.
Rispetto alla versione definitiva si vede uno schema più semplice, meno affollato, con una diversa disposizione dei santi (coppie di evangelisti e profeti), e senza l'altare con l'ostia al centro.
Una prima idea per i personaggi celesti si trova all'Ashmolean Museum di Oxford, che riprende da vicino la Trinità e santi a Perugia, e un altro foglio è al Museo Condé di Chantilly; uno schizzo preliminare per le figure a destra dell'altare è al British Museum e uno per la figura di Cristo è al Musée des Beaux-Arts di Lilla; uno per il personaggio che si sporge dal parapetto a destra al Musée Fabre di Montpellier.

## Descrizione

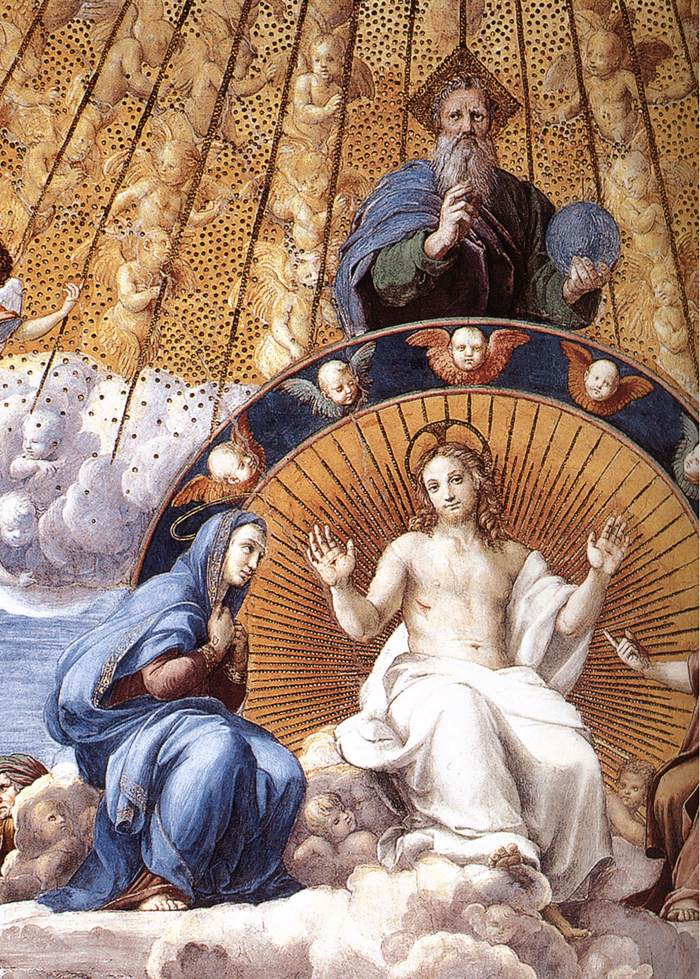
Dettaglio

Il titolo tradizionale dell'affresco deriva da un'erronea interpretazione settecentesca di un passo vasariano; "disputa", cioè "discussione", presupporrebbe una divergenza o contrasto tra coloro che discutono, seppure dalle espressioni e dalle movenze dei personaggi Raffaello volle far trasparire un interesse vivo e un trasporto nel discutere circa il grande mistero cristiano dell'eucaristia.
Più appropriato sarebbe quello di Trionfo dell'eucaristia o Trionfo della Chiesa. Su due registri sono infatti raffigurate la Chiesa militante, nella parte inferiore, e la Chiesa trionfante, in quella superiore. Il dipinto è dedicato quindi alla teologia, disciplina attraverso la quale l'anima può arrivare alla verità nel campo della fede.

### La Chiesa trionfante
La Chiesa trionfante è rappresentata dalla Trinità con Gesù al centro di una grande aureola luminosa con serafini e cherubini, affiancato da Maria e da Giovanni Battista. Sotto di lui quattro angioletti mostrano le Sacre Scritture (uno per evangelista, con brani di ciascuno, da sinistra Matteo, Marco, Luca e Giovanni), vicini alla colomba dello Spirito Santo, che punta direttamente al nodo focale dell'affresco, l'ostensorio con l'ostia consacrata.
Attorno a Gesù corrono gli scranni dei santi e dei profeti, mentre in alto una cupola di raggi dorati (con i raggi resi a rilievo con lo stucco), in cui si intravede uno sciame di testine angeliche a monocromo, circonda l'apparizione dell'Eterno, con il globo in mano e con l'aureola quadrata, mentre fa un gesto di benedizione. Ai lati completano la rappresentazione celeste due gruppi di tre angeli ciascuno, ispirati probabilmente a quelli di Ghirlandaio nell'Incoronazione della Vergine della Cappella Tornabuoni; anche la posa della Vergine ricorda quella del Ghirlandaio.
Tra i santi si riconoscono da sinistra san Pietro, Adamo (senza aureola), Giovanni evangelista, Re David con una cetra, santo Stefano e Geremia; a destra Giuda Maccabeo, san Lorenzo, Mosè con le tavole della Legge, un apostolo (san Matteo o san Giacomo maggiore o san Giacomo minore), Abramo e san Paolo.

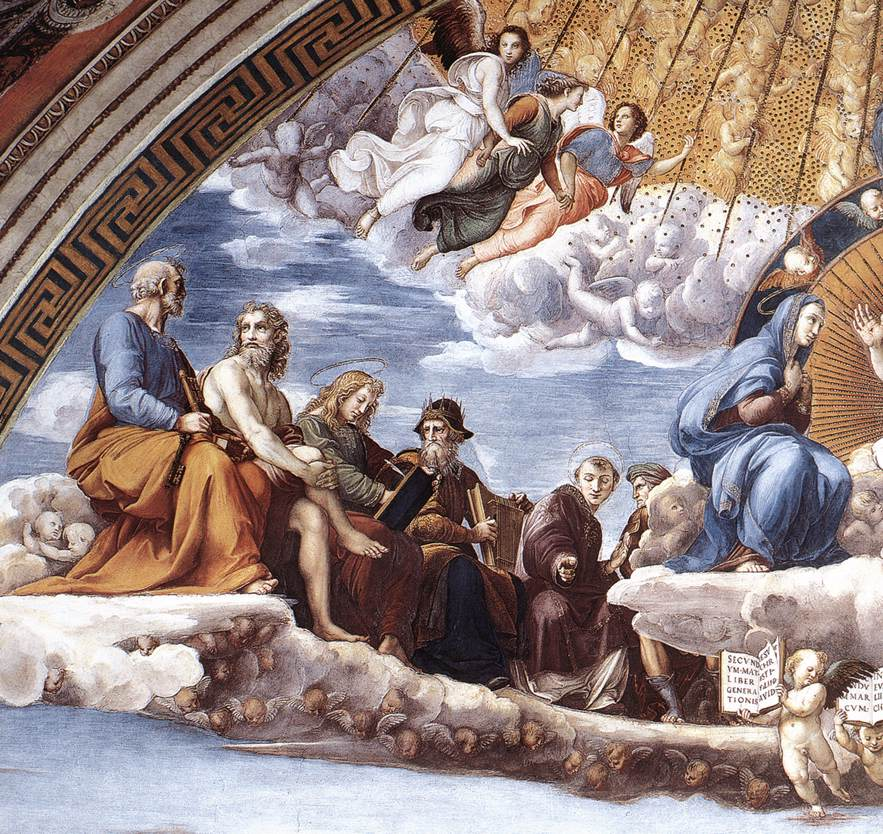
Santi di sinistra
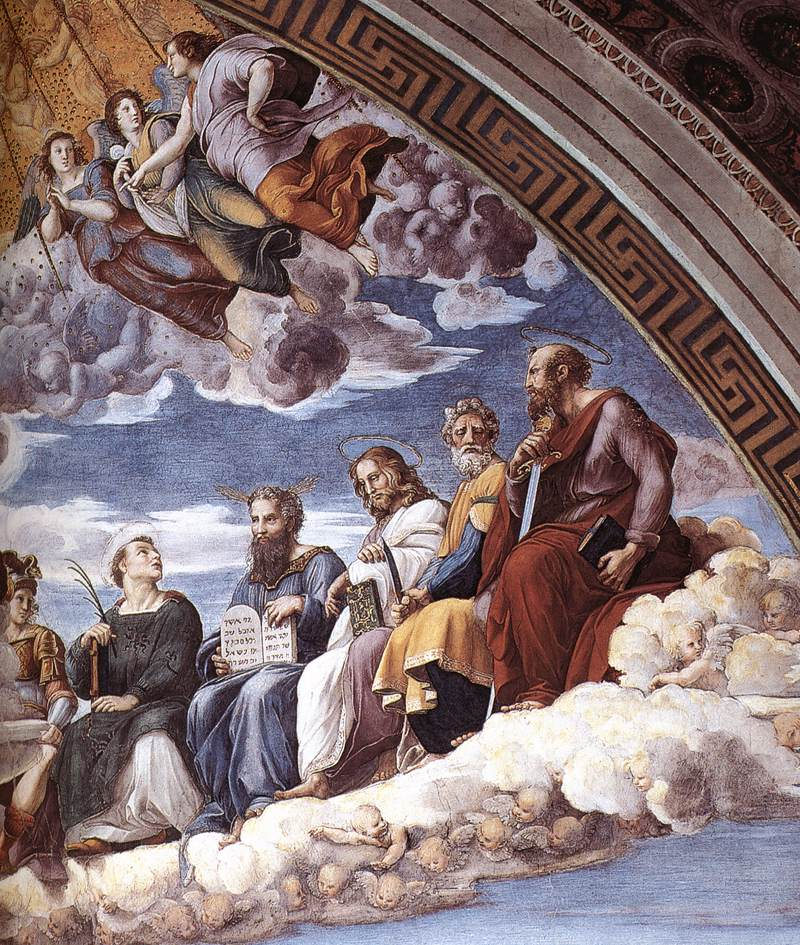
Santi di destra
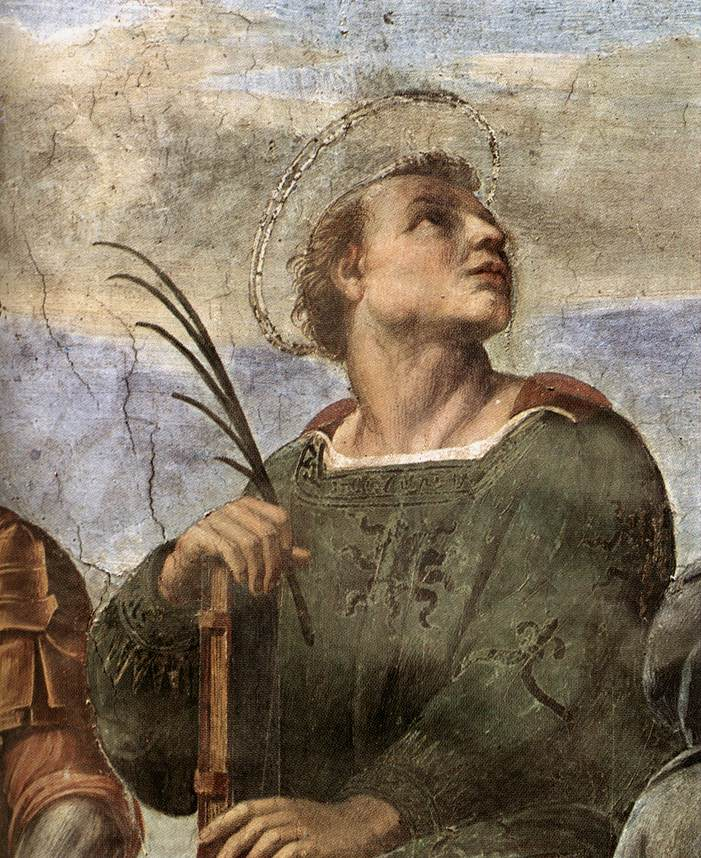
San Lorenzo
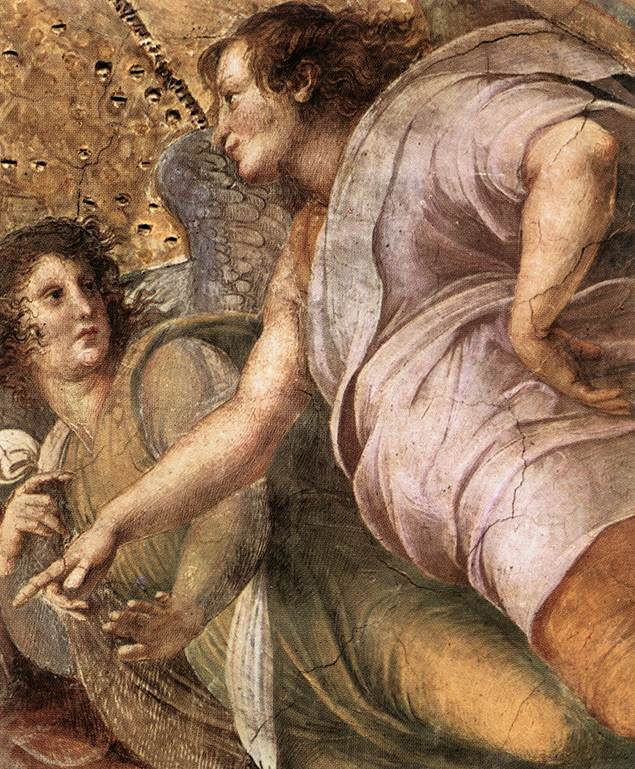
Angeli

### La Chiesa militante

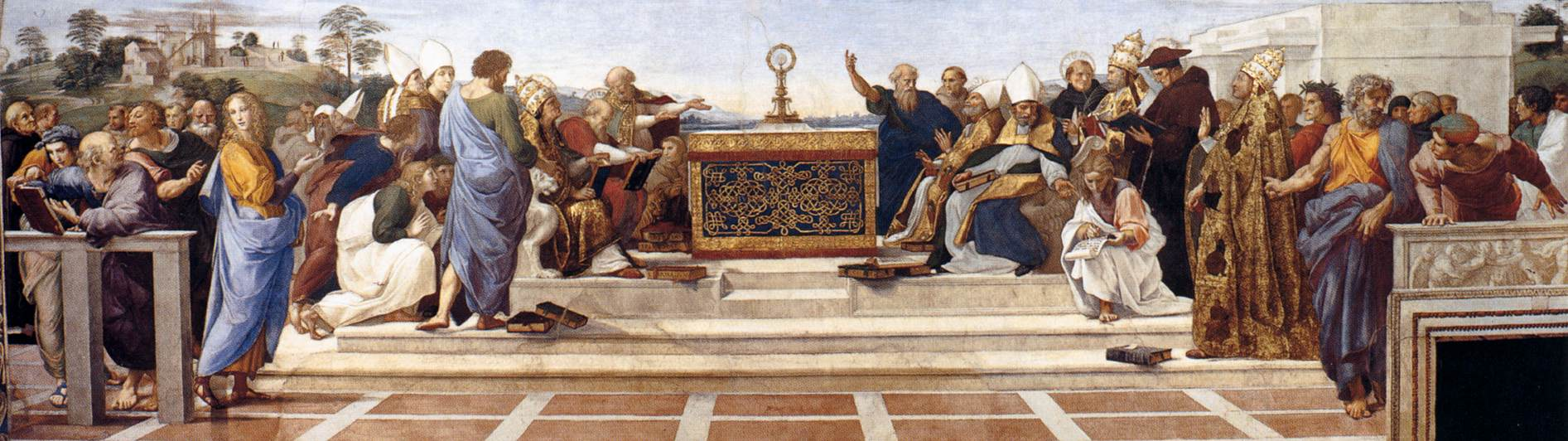
Chiesa militante

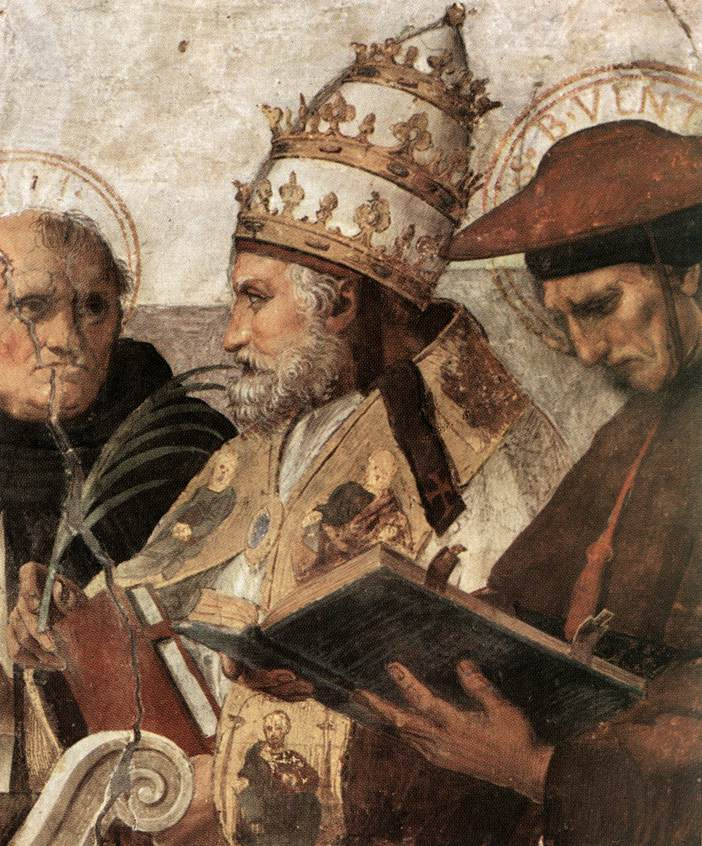
Innocenzo III

Nella parte inferiore è rappresentata la Chiesa militante, un vero e proprio concilio in cui figurano teologi, dottori della Chiesa e pontefici, ma anche filantropi, letterati e semplici fedeli anonimi; non tutti i personaggi sono stati identificati. Da sinistra si trovano Bramante, appoggiato alla balaustra mentre indica un libro e si volta verso uno sconosciuto, Francesco Maria Della Rovere, il giovane in piedi in primo piano che indica l'altare (ai cui servigi Raffaello doveva forse la venuta a Roma), san Gregorio Magno con le sembianze di Giulio II e con ai piedi il Liber Moralium, san Girolamo, nella tradizionale iconografia del vecchio che legge le Sacre scritture con accanto un leone, il beato Angelico, in abito domenicano a sinistra dell'altare.
A destra si vedono sant'Ambrogio, seduto con lo sguardo rivolto all'alto, sant'Agostino, seduto che detta, san Tommaso d'Aquino (dietro il vescovo), Innocenzo III e san Bonaventura (il nome è iscritto nell'aureola); seguono Sisto IV, con un piviale dorato e il De sanguine Christi ai piedi, Dante Alighieri, alle sue spalle con la corona d'alloro. Questo è il volto di Dante che si trova sulla moneta da due euro. Più dietro, seminascosto e con un cappuccio scuro ci sarebbe l'allora controversa figura del Savonarola: il suo inserimento è forse una presa di posizione anti-Borgia (fu scomunicato, infatti, da Alessandro VI) e una sorta di riabilitazione per il suo tentativo di moralizzare Firenze.
Dietro i personaggi di destra si trova un enorme blocco marmoreo, che forse allude alla "pietra angolare", nonché al progetto di ricostruzione della basilica vaticana avviato proprio in quegli anni dal pontefice.
Per mantenere la simmetria, sull'architrave della porta che si apre a destra Raffaello immaginò un parapetto con un bassorilievo scolpito, che corrisponde sull'altro lato a una balaustra.
Sullo sfondo si stende un dolce paesaggio collinare, in cui si vede, a sinistra, la costruzione di una basilica, probabile riferimento all'impresa della ricostruzione della basilica vaticana.

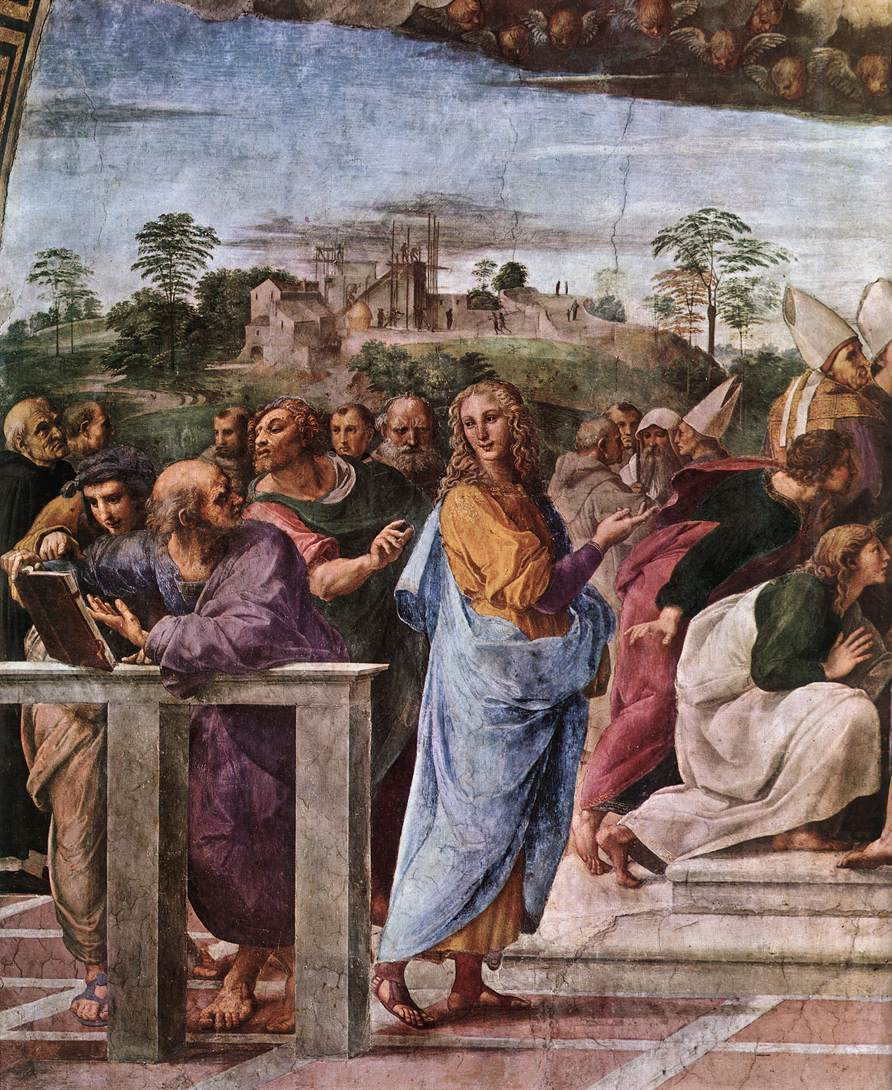
Gruppo di sinistra
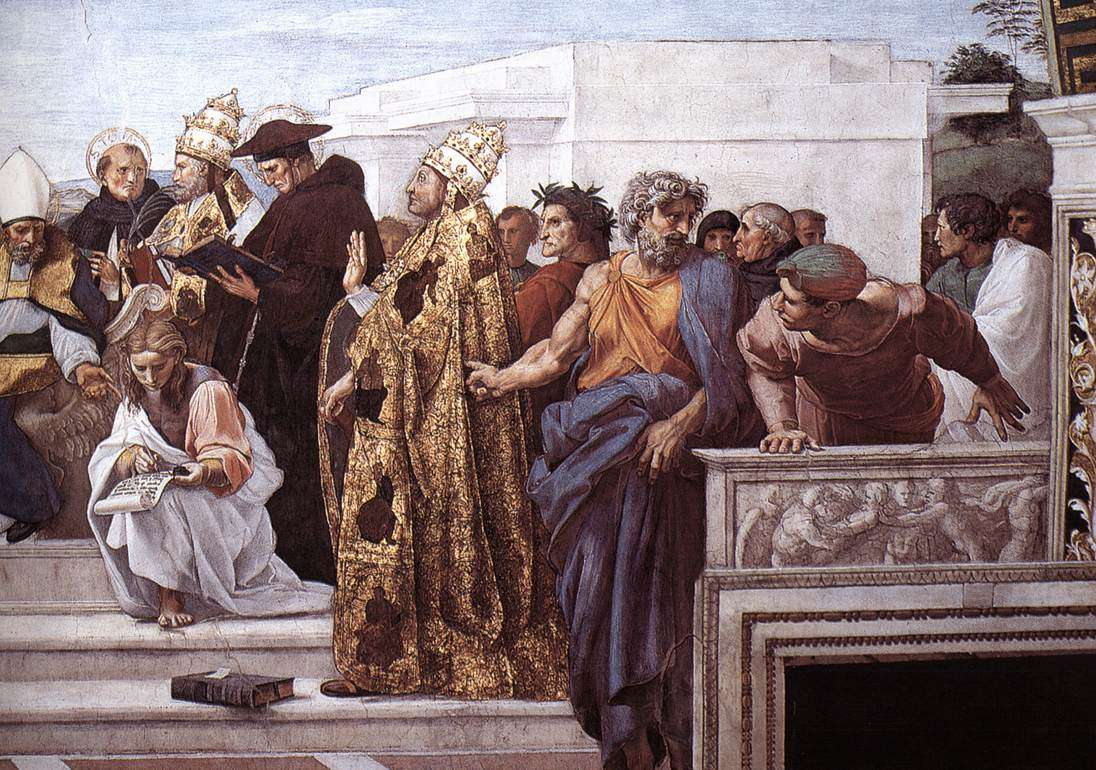
Gruppo di destra
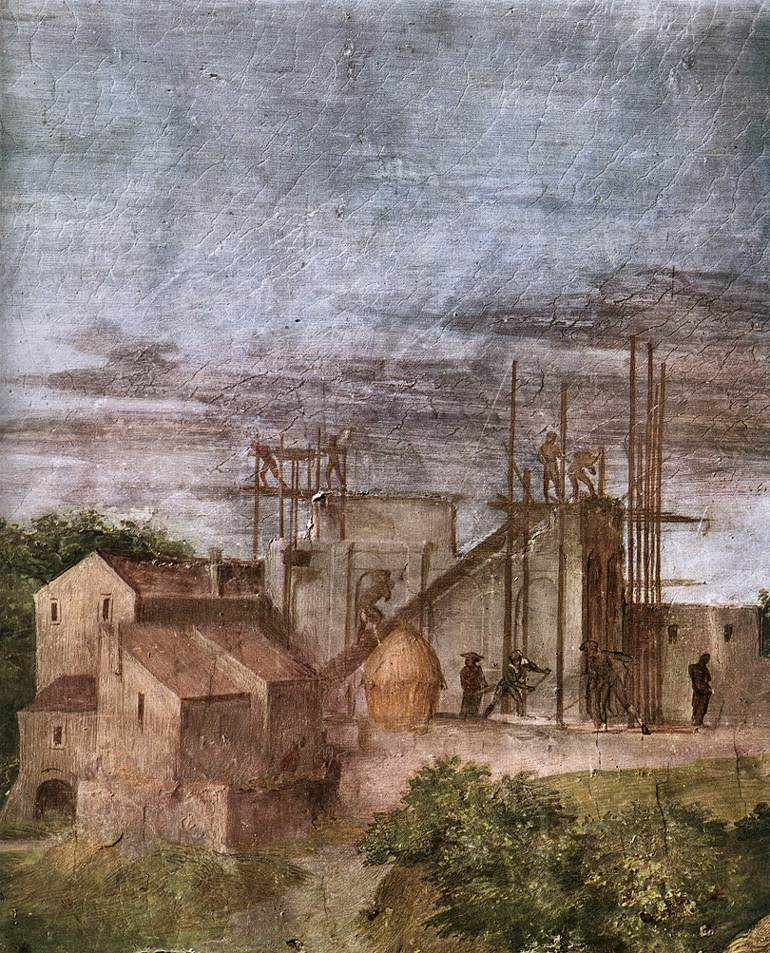
Paesaggio di sinistra
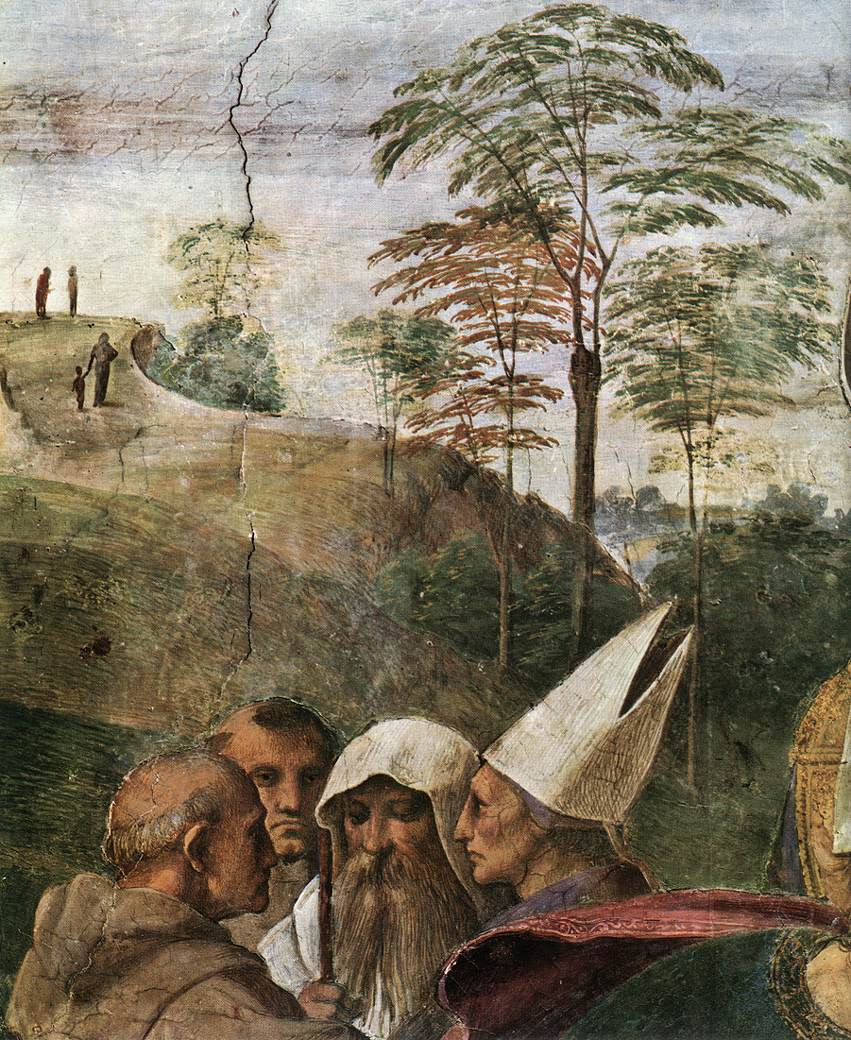
Paesaggio di destra
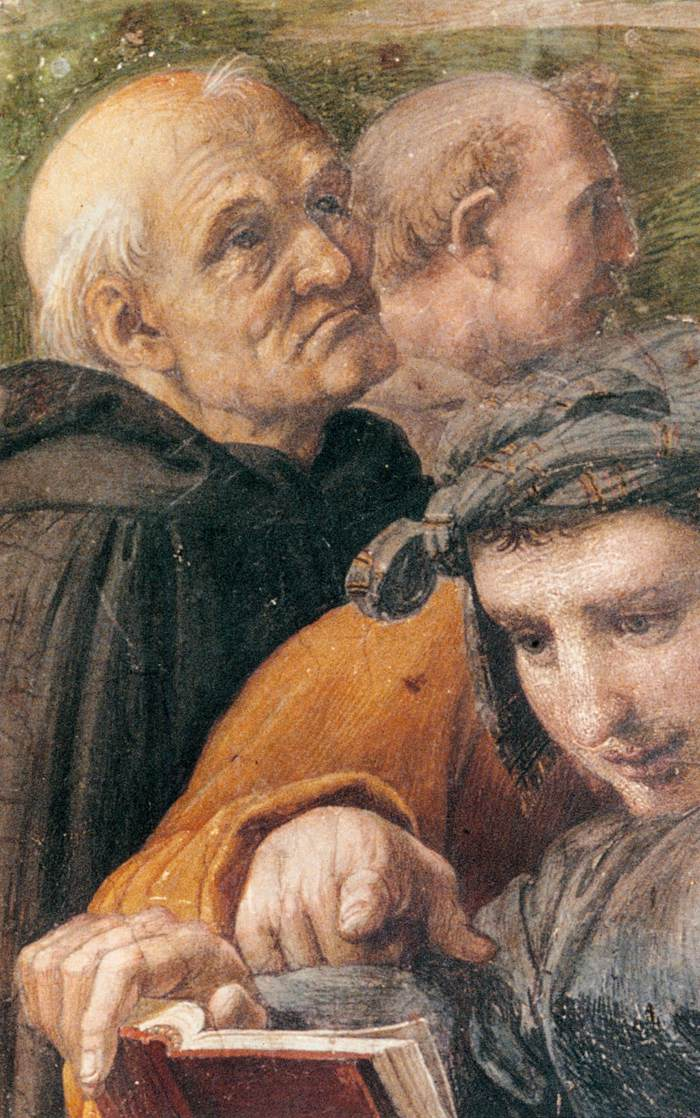
Un personaggio (forse il fiorentino Sant'Antonino Pierozzi)

## Stile

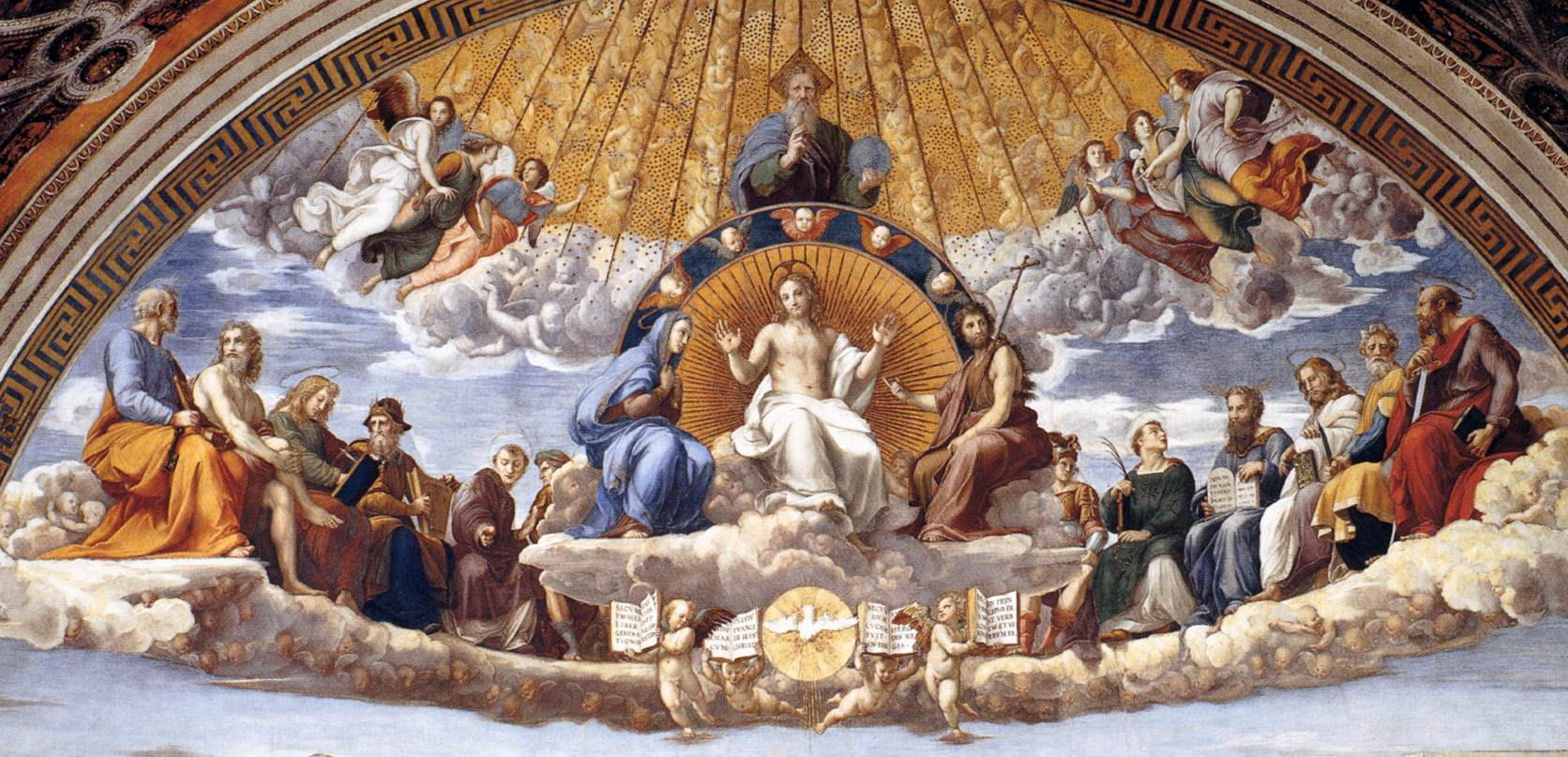
La Chiesa trionfante

Raffaello trasformò la parata di teologi da una semplice galleria di ritratti, come avevano fatto prima di lui ad esempio Perugino e Pinturicchio, a un vero e proprio consesso, in cui i personaggi sono colti in un'azione generale. Lo studio dei numerosi disegni preparatori permette infatti di osservare una progressiva accentuazione della gestualità e del calore emozionale dei personaggi, coordinati comunque da un punto focale, che è rappresentato dall'ostia consacrata sopra l'altare, verso cui convergono tutte le linee prospettiche. Il mistero dell'eucaristia è infatti il miracolo per eccellenza, che lega cielo e terra.
Il tema viene così ad essere rappresentato tramite azioni, in maniera del tutto naturale e diretta. Al posto delle rappresentazioni ermetiche dei suoi predecessori, Raffaello creò scene che dovevano apparire concrete ed eloquenti, familiari grazie alla straordinaria padronanza del mezzo pittorico.
La struttura è semplice e armonica, a cui Raffaello arrivò dopo numerosi studi, con riflessioni ed esitazioni, come testimoniano gli studi. Nel dipinto domina la circolarità: dalla particola e nell'ostensorio, che è punto di fuga prospettico, oggetto della disputa e fulcro del mistero eucaristico, si spande una serie di cerchi concentrici che ordina la disposizione dei due gruppi. Il cerchio, forma divina per eccellenza, appare inoltre lungo l'asse centrale del dipinto, quella dove si allinea la Trinità e l'ostia: si vede nel nimbo della colomba, nel trono su cui siede Cristo e nell'aura attorno a Dio Padre.
La metà superiore è più tranquilla e serena, impostata a quella solennità di forme grandiose e possenti, quasi immote, già usate dall'artista nell'affresco della cappella di San Severo a Perugia e a loro volta derivate probabilmente da Fra Bartolomeo e l'esempio del suo Giudizio Universale, ripreso però con maggiore monumentalità. Più animata è la parte inferiore. È chiaro che santi e apostoli, che sono saliti in cielo e stanno alla presenza di Dio, siano illuminati e rasserenati dalla sua presenza, a differenza di coloro che, ancora in vita, seppure vivano da buoni cristiani, hanno ancora viva sete di conoscenza e quella inquietudo che è di ogni essere umano non ricongiuntosi a Dio. A tale proposito Raffaello riprese idee già proprie della filosofia platonica ma soprattutto neoplatonica (Sant'Agostino e Plotino); spesso il pittore si era confrontato con il pensiero di queste scuole filosofiche durante la sua formazione giovanile, soprattutto a Firenze.
Echi leonardeschi sono ravvisabili in più figure, sia come atteggiamenti che come tipi fisici, come il presunto Francesco Maria della Rovere (che Arslan attribuiva al Sodoma) o il motivo ornamentale a nodi del paliotto dell'altare, che ricorda gli intrecci vegetali della Sala delle Asse a Milano.
Le singole figure sono rigorosamente subordinate all'insieme, sia per rispettare il bilanciamento simmetrico dei gruppi, sia per rappresentare l'universo gerarchicamente ordinato della Chiesa e la coralità dello slancio verso l'adorazione. L'affresco diventa così la rappresentazione palpitante della Civitas Dei, alla presenza dei fondatori divini e umani della Chiesa.

## Note

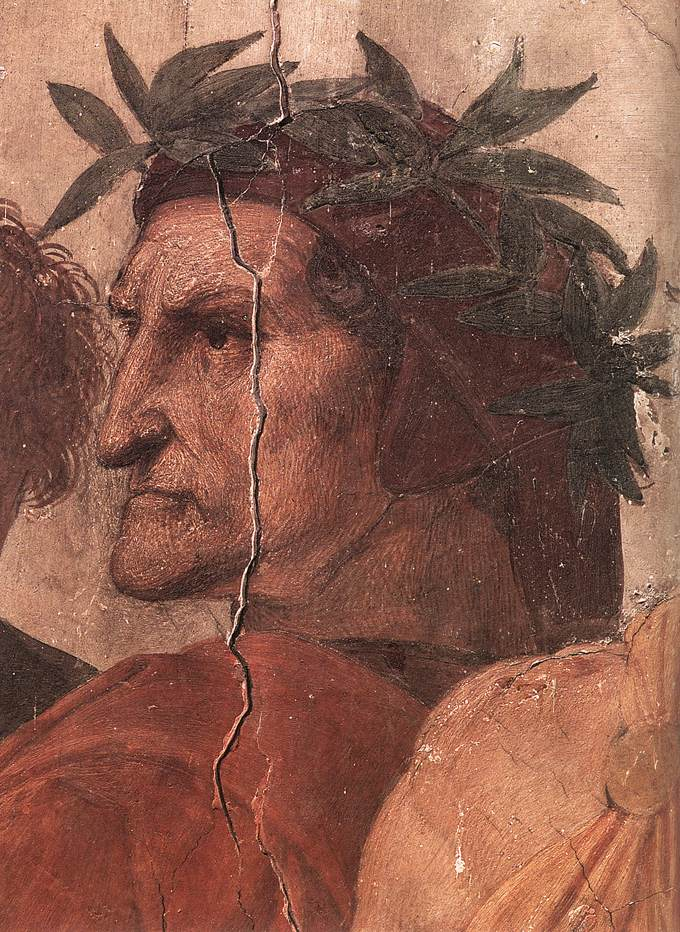
Dante